# Passaic (Missouri)
Passaic és una població dels Estats Units a l'estat de Missouri. Segons el cens del 2000 tenia 40 habitants.

## Demografia
Segons el cens del 2000, Passaic tenia 40 habitants, 14 habitatges, i 9 famílies. La densitat de població era de 220,6 habitants per km².
Dels 14 habitatges en un 28,6% hi vivien nens de menys de 18 anys, en un 42,9% hi vivien parelles casades, en un 14,3% dones solteres, i en un 28,6% no eren unitats familiars. En el 28,6% dels habitatges hi vivien persones soles el 14,3% de les quals corresponia a persones de 65 anys o més que vivien soles. El nombre mitjà de persones vivint en cada habitatge era de 2,86 i el nombre mitjà de persones que vivien en cada família era de 3,4.
Per edats la població es repartia de la següent manera: un 32,5% tenia menys de 18 anys, un 5% entre 18 i 24, un 27,5% entre 25 i 44, un 17,5% de 45 a 60 i un 17,5% 65 anys o més.
L'edat mediana era de 31 anys. Per cada 100 dones de 18 o més anys hi havia 125 homes.
La renda mediana per habitatge era de 36.250 $ i la renda mediana per família de 33.750 $. Els homes tenien una renda mediana de 51.667 $ mentre que les dones 11.250 $. La renda per capita de la població era de 17.024 $. Entorn del 30% de les famílies i el 29,6% de la població estaven per davall del llindar de pobresa.

## Poblacions més properes
El següent diagrama mostra les poblacions més properes.